# Jacqueline Kelly
Jacqueline Kelly (* im 20. Jahrhundert in Neuseeland) ist eine US-amerikanische Ärztin und Autorin von Kinderbüchern.

## Leben
Kelly wurde in Neuseeland geboren und zog als Kind mit ihren Eltern zunächst nach Vancouver Island in British Columbia im Westen von Kanada und dann nach El Paso im Westen von Texas in den USA. Sie studierte zunächst Medizin an der University of Texas at El Paso und schloss die Ausbildung an der University of Texas Medical Branch at Galveston am Golf von Mexiko ab. Danach studierte sie Jura an der University of Texas Law School in Austin. Nach einer Tätigkeit als Juristin, ist sie heute Ärztin in Austin. Sie wohnt in Fentress ca. 70 km südlich von Austin.
Kellys erste Kurzgeschichte erschien in der Zeitschrift Mississippi Review der University of Southern Mississippi. Ihr erstes Kinderbuch The Evolution of Calpurnia Tate erschien 2009 und wurde 2013 in deutscher Sprache veröffentlicht. Ihr zweites Buch Return to the Willows ist eine Nachfolgeerzählung zu dem Anfang des 20. Jahrhunderts geschriebenen Buch von Kenneth Grahame The Wind in the Willows (deutsch: Der Wind in den Weiden).

## Veröffentlichungen
- The Evolution of Calpurnia Tate. Henry Holt and Company, New York City 2009, ISBN 978-0-8050-8841-0.
  - deutsch von Birgit Kollmann: Calpurnias (r)evolutionäre Entdeckungen. Carl Hanser Verlag, München 2013, ISBN 978-3-446-24165-7.[1]
- Return to the Willows. Henry Holt and Company, New York City 2012, ISBN 978-0-8050-9413-8.